# Brakwaterspringer
De brakwaterspringer (Cryptorchestia cavimana) is een vlokreeftensoort uit de familie van de strandvlooien (Talitridae). De wetenschappelijke naam van de soort werd in 1865 voor het eerst geldig gepubliceerd door de Oostenrijkse zoöloog Camill Heller als Orchestia cavimana.